# Chili aux Jeux olympiques d'été de 1952
L'équipe olympique du Chili participe aux Jeux olympiques d'été de 1952, à Helsinki. Son porte-drapeau est l'athlète Adriana Millard, chef de file d'une délégation comptant 59 sportifs (55 hommes et 4 femmes). Le Chili remporte deux médailles, toutes deux en argent dans le même sport et la même discipline. En l'occurrence, dans les épreuves de saut d'obstacles, en équitation. La performance de ses cavaliers permettant aux Sud-Américains  de se hisser à la  trente-et-unième place au rang des nations.

## Liens externes

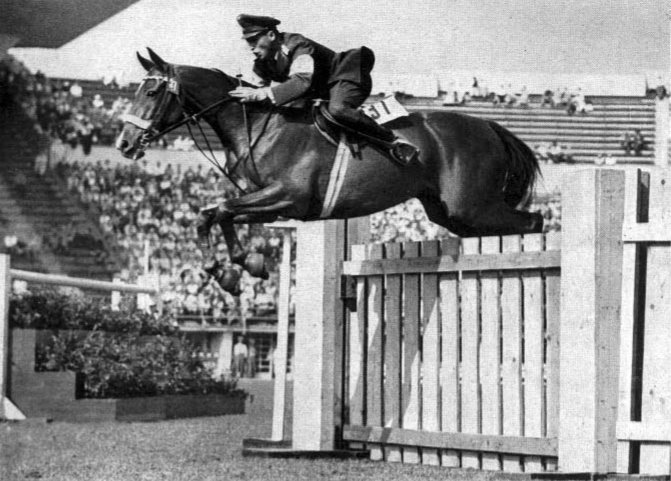
Óscar Cristi remporte deux médailles d’argent en saut d’obstacles, la première dans l'épreuve individuelle et la seconde par équipes.

## Tous les médaillés
| Sport                  | Discipline                            | Sportifs                                      |
| Médailles d'argent : 2 |                                       |                                               |
| Équitation             | Saut d’obstacles épreuve individuelle | Óscar Cristi                                  |
| Équitation             | Saut d’obstacles épreuve par équipes  | Óscar Cristi César Mendoza Ricardo Echeverría |